# Kyōka Suzuki
Pour les articles homonymes, voir Suzuki (homonymie).
Kyōka Suzuki (鈴木京香, Suzuki Kyōka), née le 31 mai 1968 à Sendai au Japon, est une actrice japonaise.

## Biographie
Kyōka Suzuki fait ses études à l'université Tōhoku gakuin.

## Filmographie partielle
- 1989 : Ai to heisei no iro: Otoko (愛と平成の色男?) de Yoshimitsu Morita
- 1989 : Godzilla vs Biollante (ゴジラvsビオランテ, Gojira tai Biorante?) de Kazuki Ōmori
- 1990 : Bakayarō! 3: Henna yatsura (バカヤロー!3 へんな奴ら?)
- 1992 : Mirai no omoide: Last Christmas (未来の想い出 Last Christmas?) de Yoshimitsu Morita
- 1993 : Le Retour de Monjiro Kogarashi (帰って来た木枯し紋次郎, Kaettekita Kogarashi Monjirō?) de Kon Ichikawa : Otami
- 1994 : 119 (いちいちきゅう?) de Naoto Takenaka
- 1995 : Emergency Call (緊急呼出し, Kinkyū yobidashi?) de Kazuki Ōmori
- 1996 : Shin izakaya yūrei (新・居酒屋ゆうれい?) de Takayoshi Watanabe (ja)
- 1997 : Welcome Back, Mr. McDonald (ラヂオの時間, Rajio no jikan?) de Kōki Mitani
- 1998 : Bullet Ballet (バレット・バレエ?) de Shin'ya Tsukamoto
- 1998 : Belle époque (ベル＊エポック, Beru epokku?) de Jōji Matsuoka
- 1999 : 39 keihō dai sanjūkyū jō (＜３９＞ ［刑法第三十九条］?) de Yoshimitsu Morita : Kafuka Ogawa
- 2000 : La Ville murmurée (ざわざわ下北沢, Zawa-zawa Shimokita-zawa?) de Jun Ichikawa
- 2001 : Satorare (サトラレ?) de Katsuyuki Motohiro
- 2001 : Vengeance à vendre (助太刀屋助六, Sukedachi-ya Sukeroku?) de Kihachi Okamoto
- 2002 : Tsuribaka nisshi 13: Hama-chan kiki ippatsu! (釣りバカ日誌１３ ハマちゃん危機一髪！?) de Katsuyuki Motohiro
- 2002 : Ryōma no tsuma to sono otto to aijin (竜馬の妻とその夫と愛人?) de Jun Ichikawa
- 2002 : La Forêt sans nom (あじまぁのウタ 上原知子－天上の歌声, Shiritsu tantei hama maiku: Namae no nai mori?) de Shinji Aoyama
- 2002 : Mokuyō kumikyoku (木曜組曲?) de Tetsuo Shinohara
- 2003 : Rockers (ロッカーズ, Rokkazu?) de Takanori Jinnai (ja)
- 2004 : Zebraman (ゼブラーマン, Zeburāman?) de Takashi Miike
- 2004 : Blood and Bones (血と骨, Chi to hone?) de Yōichi Sai
- 2005 : Samurai Commando Mission 1549 (戦国自衛隊1549, Sengoku jieitai 1549?) de Masaaki Tezuka
- 2005 : Les Hommes du Yamato (男達の大和, Otoko-tachi no Yamato?) de Jun'ya Satō
- 2006 : Yōki na gyangu ga chikyū o mawasu (陽気なギャングが地球を回す?) de Tetsu Maeda (ja)
- 2006 : Otoko wa sore o gaman dekinai (男はソレを我慢できない?) de Mitsuo Shindō (ja)
- 2006 : Udon (うどん?) de Katsuyuki Motohiro
- 2006 : Criquets (こおろぎ, Kōrogi?) de Shinji Aoyama
- 2007 : Argentine babā (アルゼンチンババア, Aruzenchin babā?) de Naoki Nagao (ja)
- 2008 : The Magic Hour (ザ・マジックアワー, Za majikku awā?) de Kōki Mitani
- 2008 : Jirōchō sangokushi (次郎長三国志?) de Masahiko Tsugawa
- 2009 : A Pierrot (重力ピエロ, Jūryoku Piero?) de Jun'ichi Mori (ja) : Rieko Okuno
- 2009 : Sideways (サイドウェイズ, Saidoweizu?) de Cellin Gluck
- 2009 : Shizumanu taiyō (沈まぬ太陽?) de Setsurō Wakamatsu
- 2010 : Flowers (フラワーズ?) de Norihiro Koizumi (ja)
- 2011 : Usotsuki Mii-kun to kowareta Mā-chan (嘘つきみーくんと壊れたまーちゃん?) de Natsuki Seta (ja)
- 2011 : Second Virgin (セカンドバージン, Sekando bājin?) de Hiroshi Kurosaki (ja)
- 2013 : Kiyosu kaigi (清須会議?) de Kōki Mitani
- 2014 : Judge! (ジャッジ!, Jajji!?) d'Akira Nagai
- 2014 : Sukuitai (救いたい?) de Seijirō Kōyama
- 2015 : Okāsan no ki (おかあさんの木?) d'Itsumichi Isomura (ja)
- 2016 : No yona mono no yona mono (の・ようなもの　のようなもの?) de Yasukazu Sugiyama
- 2018 : Taberu onna (食べる女?) de Jirō Shōno (ja)

### Doublage
- 2002 : Ghiblies: Episode 2

## Distinctions

### Récompenses
- 2000 : prix Blue Ribbon de la meilleure actrice pour 39 keihō dai sanjūkyū jō[2]
- 2000 : prix Kinema Junpō de la meilleure actrice pour 39 keihō dai sanjūkyū jō
- 2005 : prix de la meilleure actrice pour Blood and Bones aux Japan Academy Prize[3]
- 2015 : prix Kinuyo Tanaka[4]

### Nominations
- 2000 : prix de la meilleure actrice pour 39 keihō dai sanjūkyū jō à la Japan Academy Prize[5]